# Stazione di Asnières-sur-Seine
La stazione di Asnières-sur-Seine (in francese Gare d'Asnières-sur-Seine) è una stazione ferroviaria situata ad Asnières-sur-Seine lungo la ferrovia Parigi-Le Havre.

## Storia
La stazione fu attivata il 5 agosto 1838 con l'apertura della ferrovia Parigi - Saint-Germain-en-Laye. L'anno successivo divenne stazione di testa per la linea per Versailles.
Durante la Comune di Parigi, nell'aprile 1871, la stazione fu devastata dagli scontri tra comunardi e versagliesi. Fu distrutta dalle cannonate provenienti da Courbevoie. Le successive ristrutturazioni hanno portato a importanti cambiamenti nella stazione.

## Movimenti
La stazione è servita dai treni delle linee J ed L del Transilien.